# アウトロー (2012年の映画)
『アウトロー』（原題: Jack Reacher）は、リー・チャイルドの全米でベストセラーとなっているジャック・リーチャーシリーズ9作目の2005年の小説『アウトロー』（原題: One Shot）を原作とした2012年のアメリカ映画。
クリストファー・マッカリーが監督と脚本を務め、トム・クルーズが主人公のジャック・リーチャーを演じるアクションスリラー映画。
通常は連絡が取れない元アメリカ陸軍少佐の捜査官ジャック・リーチャーに焦点を当てており、彼は訓練を受けた軍の狙撃兵が大量射殺事件の犯人と思われる殺人事件の捜査に協力するよう呼び出される。

## あらすじ
ペンシルベニア州ピッツバーグ。アレゲニー川沿いのPNCパークで、たまたま歩いていた5人の市民が射殺された。地元署のエマーソン刑事らは、対岸の立体駐車場に残された薬莢や指紋から、元アメリカ陸軍のジェームズ・バーを逮捕した。罪を認めずに「ジャック・リーチャーを呼べ」と要求するバー。リーチャーは元米軍憲兵隊捜査官で、優秀な軍人だったが、退役後は放浪生活で居所は一切不明という男だった。
狙撃事件へのバーの関与をニュースで知り、ピッツバーグに現れるリーチャー。バーは護送中に他の受刑者から暴行を受け、昏睡状態で証言不可能な状態に陥っていた。その場でリーチャーは、バーの弁護士であり、地方検事ロディンの娘でもあるヘレン・ロディンと出会い、ともに事件の調査を開始する。
バーには、狙撃手として派遣されたイラン・イラク戦争中に、殺しの衝動を抑えられず、友軍の民間軍事会社のオペレーター4名を狙撃殺害した過去があった。憲兵としてバーを捕らえたリーチャーは、実は独断でバーを放免していた。殺された4人が卑劣なレイプ魔だったからだ。今回、バーの殺人衝動が甦ったのならば、リーチャーは彼の過去の罪も精算させるつもりだった。しかし、ヘレンと共に調査を進めていくうち、軍の狙撃手が行うには不合理な点が多すぎることや、リーチャーが街のチンピラから狙われるといった出来事が続き、真犯人は別にいると考え始める。
やがてリーチャーは、今回の狙撃事件の被害者の1人である女性社長が、経営する建設会社の売却の件で揉めていた事実を掴んだ。彼女の会社を狙ったリーベンダウアー社は、数々の公共事業に関り、汚職や不正工事を疑われながらも、なぜか捜査されない謎の大企業だった。無差別殺人の他の被害者は、この女性殺害計画の目くらましのために巻き添えになったという結論に達するリーチャー。
容疑者のバーに関しても、替え玉にされた可能性が浮上した。退役後も射撃にはまっていたバーは、射撃場で目を付けられ、別のスナイパーがバーのライフルで5人の狙撃を実行したのだ。
リーチャーに追い詰められていくリーベンダウアー社の手先たち。彼らによって殺人犯に仕立てられたリーチャーは、エマーソンら警察に追われる身となった。さらに犯罪組織はヘレンを拉致し、彼女を救うためリーチャーは戦いを挑む。
犯行に関わった男たちを、銃撃戦によって全滅させるリーチャー。だが、最後に残ったゼック(囚人)と名乗る老ボスは、証拠は何もないとうそぶいた。ゼックの自供以外に、リーベンダウアー社の犯罪を暴く手段は存在せず、ゼックが事実を話す理由もない。謎の大企業との対決は棚上げとなった。リーチャーはゼックを射殺することで事件にけりを付け、自身とバーの嫌疑を晴らす後始末をヘレンに託して、姿を消した。

## 登場人物
ジャック・リーチャー
演 - トム・クルーズ
元米軍憲兵隊捜査官。現在は流れ者。ジェームズを逮捕した過去を持ち、そのジェームズからの連絡を受け、独自に調査をする。
ヘレン・ロディン
演 - ロザムンド・パイク
弁護士。アレックスの娘。事件に巻き込まれ、誘拐されるなどの目にあう。
アレックス・ロディン
演 - リチャード・ジェンキンス
地方検事。検事として事件を担当する。
カルヴィン・エマーソン
演 - デヴィッド・オイェロウォ
刑事。事件の取り調べを担当する。実は事件で暗躍している人物の一人。
ゼック
演 - ヴェルナー・ヘルツォーク
裏の世界のボス。
マーティン・キャッシュ
演 - ロバート・デュヴァル
ジェームズが通っていた射撃場の主人。ジャックに防犯カメラの内容を見せる。
チャーリー
演 - ジェイ・コートニー
殺し屋。レーベンダウエル社に雇われた。戦闘能力は高く、ジャックと互角に戦った。
ジェームズ・バー
演 - ジョセフ・シコラ
事件の容疑者として警察に逮捕された男。元米陸軍の狙撃手で射撃の腕前は良く、ジェームズからも認められている。移送中の車内で他の受刑者から暴力を受け、意識不明の昏睡状態になる。
リンスキー
演 - マイケル・レイモンド＝ジェームズ
チャーリーの手下。
サンディ
演 - アレクシア・ファスト
若い女性。ジャックに言いがかりをつける。
ジェブ
演 - ジョシュ・ヘルマン
麻薬の売人。
オライン
事件の被害者の一人。亡き夫の建設会社の売却話を断った。

## キャスト
| 役名                   | 俳優                             | 日本語吹き替え |
| ---------------------- | -------------------------------- | -------------- |
| ジャック・リーチャー   | トム・クルーズ                   | 森川智之       |
| ヘレン・ロディン       | ロザムンド・パイク               | 林真里花       |
| アレックス・ロディン   | リチャード・ジェンキンス         | 小島敏彦       |
| カルヴィン・エマーソン | デヴィッド・オイェロウォ         | 花田光         |
| ゼック                 | ヴェルナー・ヘルツォーク         | 大塚周夫       |
| マーティン・キャッシュ | ロバート・デュヴァル             | 川久保潔       |
| チャーリー             | ジェイ・コートニー               | 岸祐二         |
| ジェームズ・バー       | ジョセフ・シコラ                 | 坂本くんぺい   |
| リンスキー             | マイケル・レイモンド＝ジェームズ | 荻沢俊彦       |
| サンディ               | アレクシア・ファスト             | 渡辺広子       |
| ジェブ                 | ジョシュ・ヘルマン               | 西健亮         |
| ロブ・ファリアー       | ジェームズ・マーティン・ケリー   | 長克巳         |
| ゲイリー               | ディラン・カスマン               | 佐藤芳洋       |
| チンピラ               | デンヴァー・ミロード             | 三宅貴洋       |
| クリシー・ファリアー   | ジュリア・ヨークス               | 的場加恵       |
| ウェズリー             | スコット・A・マーティン          | 徳本英一郎     |
| ナンシー・ホルト       | ニコール・フォレスター           | 長尾雅世       |
| 秘書                   | CJ・ラミレス                     | 山口協佳       |

## 音楽
サウンドトラックアルバムは、ジョー・クレーマーが作曲したオリジナル楽曲を収録、2012年12月18日にCDで発売された。

### トラックリスト
| #         | タイトル                 | 作詞      | 作曲・編曲 | Artist(s)   | 時間 |
| --------- | ------------------------ | --------- | ---------- | ----------- | ---- |
| 1.        | 「Main Title」           |           |            | Joe Kraemer | 3:50 |
| 2.        | 「Who Is Jack Reacher?」 |           |            | Joe Kraemer | 3:12 |
| 3.        | 「The Investigation」    |           |            | Joe Kraemer | 3:20 |
| 4.        | 「Barr and Helen」       |           |            | Joe Kraemer | 4:38 |
| 5.        | 「Farrier and the Zec」  |           |            | Joe Kraemer | 4:37 |
| 6.        | 「The Riverwalk」        |           |            | Joe Kraemer | 4:04 |
| 7.        | 「Helen's Story」        |           |            | Joe Kraemer | 3:12 |
| 8.        | 「Evidence」             |           |            | Joe Kraemer | 8:31 |
| 9.        | 「Helen in Jeopardy」    |           |            | Joe Kraemer | 4:58 |
| 10.       | 「The Quarry Sequence」  |           |            | Joe Kraemer | 3:57 |
| 11.       | 「Showdown」             |           |            | Joe Kraemer | 4:36 |
| 12.       | 「Finale & End Credits」 |           |            | Joe Kraemer | 7:30 |
| 合計時間: | 合計時間:                | 合計時間: | 56:25      |             |      |

| #         | タイトル                 | 作詞      | 作曲・編曲 | Artist(s)   | 時間 |
| --------- | ------------------------ | --------- | ---------- | ----------- | ---- |
| 13.       | 「Prisoner Human Being」 |           |            | Joe Kraemer | 4:37 |
| 合計時間: | 合計時間:                | 合計時間: | 61:02      |             |      |

| #         | タイトル                    | 作詞      | 作曲・編曲 | Artist(s)   | 時間 |
| --------- | --------------------------- | --------- | ---------- | ----------- | ---- |
| 13.       | 「Suite from Jack Reacher」 |           |            | Joe Kraemer | 6:48 |
| 合計時間: | 合計時間:                   | 合計時間: | 63:13      |             |      |

## 製作
2011年7月、主役のジャック・リーチャー役としてクルーズがオファーされた。リー・チャイルドは、リーチャーを演じるのにぴったりな俳優を見つけることと、原作の雰囲気を作り出すことができたと語り、クルーズにはリーチャーを印象的にする才能があるとも語った。また、原作のリーチャーの体格に比べるとクルーズは小柄だが、チャイルドは「原作での体格は止められない強さのメタファーであり、それはクルーズが彼自身の方法で描いた」、「別の俳優が100%体格が合っていても、リーチャーとしては90%だ。トムの場合は体格が90%でもリーチャーとしては100%だ」と語った。
製作は2011年10月に開始された。映画化の権利はパラマウント映画に売却された。
クルーズは、映画のカーチェイスシーンのカースタントをすべて自身で行った。

## 公開
当初、公開日は2013年2月が予定されていた。しかし2012年3月、パラマウント映画はクルーズ主演の『ミッション:インポッシブル/ゴースト・プロトコル』が成功したことを受け、同作と同時期の2012年12月21日公開に変更した。また、これにより『ワールド・ウォーZ』の公開は6ヶ月遅れた。

## マーケティング
予告編はクルーズの誕生日である2012年7月3日に公開された。

## 続編
- ジャック・リーチャー NEVER GO BACK

## 評価

### 興行収入
2013年11月5日現在、北米で8007万736ドル、その他の国で1億3826万9859ドル、全世界で合計2億1656万8266ドルを売り上げている。

### 批評家の反応
批評家からは意見が分かれる結果となった。Rotten Tomatoesでは181件のレビュー中64%が本作を支持し、平均点は6.2/10となった。サイトでは、「アウトローはトム・クルーズによるカリスマ的なパフォーマンスがある平均的な犯罪スリラー映画」と評されている。Metacriticでは35のレビュー中好意的なものが13で、平均点は100点満点中50点だった。

## Blu-ray/DVD
パラマウント ジャパン・NBCユニバーサル・エンターテイメントジャパンよりBlu-ray DiscとDVDが発売。
- Blu-ray
  - アウトロー　品番：PBH-131619　発売日：2013年11月8日　※パラマウント
  - アウトロー [4K ULTRA HD + Blu-rayセット]　品番：PJXF-1161　発売日：2018年7月25日
  - アウトロー　品番：PJXF-1237　発売日：2019年4月24日
- DVD
  - アウトロー　品番：PHNE-135935　発売日：2013年11月8日　※パラマウント